# Nawab
Nawab (tiếng Ả Rập: ناواب; tiếng Bengali: নবাব / নওয়াব; tiếng Hindi: नवाब; tiếng Punjabi (Gurmukhi): ਨਵਾਬ; tiếng Ba Tư, tiếng Punjabi (Shahmukhi), tiếng Sindhi, tiếng Urdu: نواب), cũng được đánh vần là Nawaab, Navaab, Navab, Nowab, Nabob, Nawaabshah, Nawabshah hoặc Nobab, là một tước hiệu Hoàng gia trên tiểu lục địa Ấn Độ dành cho các nhà cai trị có chủ quyền, tước hiệu này ở phương Tây tương đương với Vua. Mối quan hệ của Nawab với Hoàng đế Ấn Độ cũng giống như mối quan hệ của các vị Vua Sachsen với Hoàng đế Đức. Trong thời gian trước đó, tước hiệu đã được phê chuẩn và ban tặng bởi đương kim Hoàng đế Mogul dành cho những người cai trị Hồi giáo bán tự trị của các lãnh thổ hoặc các phiên quốc ở tiểu lục địa Ấn Độ trung thành với Đế chế Mogul, điển hình như các Nawab của Bengal. Trong thế giới Hồi giáo ở Nam Á, Nawab tương đương với tước hiệu Maharaja.
"Nawab" thường dùng để chỉ nam giới và có nghĩa đen là Phó vương; tương đương với nữ là "Begum" hoặc "Nawab Begum". Nhiệm vụ chính của Nawab là duy trì chủ quyền của hoàng đế Mogul cùng với việc quản lý một tỉnh nhất định.
Dưới thời Ấn Độ thuộc Anh, Nawab là tước vị của các nhà cai trị cha truyền con nối ở một số Phiên vương quốc, điển hình như là Nawab của Nhà nước Bhopal. Trong thời kỳ Raj thuộc Anh, một số tù trưởng hay Sardar của các bộ lạc lớn và quan trọng cũng được ban tặng tước hiệu này.
Thuật ngữ "Zamindari" ban đầu được sử dụng cho subahdar (tỉnh trưởng) hoặc phó vương của một subah (tỉnh) hoặc các vùng của Đế chế Mogul.

## Lịch sử
Nawab là một thuật ngữ trong tiếng Hindustan, được sử dụng trong tiếng Urdu, tiếng Hindi, tiếng Bengali và nhiều ngôn ngữ Bắc Ấn khác, chúng được mượn qua tiếng Ba Tư từ kính ngữ ở dạng số nhiều trong tiếng Ả Rập là "naib" hoặc "phó", ở một số khu vực, đặc biệt là trong tiếng Bengali, thuật ngữ này được phát âm là "nobab", biến thể sau này cũng thấy trong tiếng Anh và các ngôn ngữ nước ngoài khác dưới dạng "nabob".
Thuật ngữ "Nawaab" thường được sử dụng để chỉ bất kỳ người cai trị Hồi giáo nào ở Bắc hoặc Nam Ấn Độ trong khi thuật ngữ "Nizam" được ưu tiên sử dụng dành cho một quan chức cấp cao - nghĩa đen là "thống đốc của khu vực". Nizam của Nhà nước Hyderabad có một số nawab dưới quyền của mình, như: Nawabs của Cuddapah, Sira, Rajahmundry, Kurnool, Chicacole... Nazim là tước hiệu cá nhân được trao tặng bởi Hoàng đế Mogul và thuật ngữ này có nghĩa là "sĩ quan cấp cao". Nizam còn được sử dụng để chỉ là một Thẩm phán cấp quận ở nhiều vùng của Ấn Độ ngày nay. Trên thực tế thì tước hiệu Nawab không chỉ được trao tặng cho các nhà cai trị Hồi giáo, mà chúng còn được ban cho các nhà cai trị theo Đạo Hindu, Đạo Sikh và các zamindar. Với sự suy tàn của Đế chế Mogul, tước vị Nawab cùng với quyền lực của nó đã trở thành cha truyền con nối trong các gia đình cai trị ở các tỉnh của tiểu lục địa Ấn Độ.